# リーグルの詩

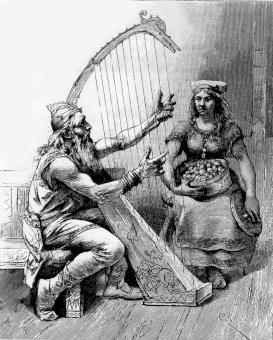
リーグ

『リーグルの詩』（リーグルのうた。『リーグルの唄』（リーグルのうた）、『リーグの歌』（リーグのうた）、『リグの歌』（リグのうた）とも）は、北欧神話を伝えるエッダ詩の1篇。
『スノッリのエッダ』の写本のうちヴォルム写本にのみに現存し、写本の巻末に収録されているが末尾の紙片は失われていて作品としては未完である。10世紀中頃または12-13世紀ごろに、ノルウェーまたはアイスランドで成立したと考えられている。
北欧神話に登場する神ヘイムダルがリーグ（アイルランド語の「王」の意味）と名乗って人間の間を巡り、3つの階級（奴隷、農民、貴族）を作った経緯が語られている。

## 内容
リーグル（リーグ、リグとも。古ノルド語：Rígr、Ríg）は、ヘイムダルが人間の世界を旅するときに名乗った名前とされている。
ある日リーグルは老夫婦アーイ（「曾祖父」の意）とエッダ（「曾祖母」の意）の元で3晩宿泊し、彼らにたくさんの助言をした。その後エッダが生んだ息子スレール（「奴隷」の意）の元に、他から女性スィール（「下女」の意）が来て結婚し、夫婦は多くの子供を得た。これが奴隷（スレール）の発祥であった。
アヴィ（「祖父」の意）とアンマ（「祖母」の意）夫妻の元でも3晩宿泊し、彼らにたくさんの助言をした。その後アンマが生んだ息子カルル（原義は「自由農民」）の元に、他から女性スネール（「嫁」の意）が来て結婚し、夫婦は多くの子供を得た。これが自由農民の発祥であった。
ファジル（「父」の意）とモージル（「母」の意）夫妻の元でも3晩宿泊し、彼らにたくさんの助言をした。その後モージルは息子ヤルル（「王侯」の意）を生んだ。
ヤルルの元にリーグが訪れ、自分の名前を与えて後継者にした。またルーン文字も教えた。ヤルルはさらに周囲の国を攻めて支配下にしたが、多くの者に自分の財産を惜しみなく分け与えた。やがてエルナ（「器用な女」の意）という娘と結婚し、ブル（「息子」の意）をはじめとする多くの子供を得た。彼らが貴族（ヤール）の発祥であった。
夫妻の末の息子はコン（「末裔」「息子」の意。コヌング（王）の語源と考えられている）という名で、彼は多くのルーン文字を知っており、自身もリーグと称したとされている。

## ケニング「ヘイムダルの子」について
『巫女の予言』の冒頭で人間たちが「ヘイムダルの子ら」と呼ばれるのは、ヘイムダルが人間の守り神と考えられているためであろう。この思想に基づいて、身分制度もヘイムダルによって決められたとされたのかもしれない。この事からヘイムダルはオーディンよりも古い時代の神ではないかと言われる。
この「ヘイムダルの子ら」というケニングは、『巫女の予言』のみに見られる。『リーグルの詩』が後世に残らなければ、なぜ人間がそのように呼ばれるのか不明のままだったろうと考えられている。